# Kalefeld
Kalefeld là một đô thị của huyện Northeim, bang Niedersachsen, Đức. Đô thị này có diện tích km². It is situated approximately 10 km về phía bắc của Northeim. Đô thị này bao gồm các làng Dögerode, Eboldshausen, Echte, Kalefeld, Oldenrode, Oldershausen, Sebexen, 
Westerhof, Wiershausen, và Willershausen.
Mùa Hè năm 2008, các nhà khảo cổ học Đức đã khai quật các hiện vật của một trận đánh ở Magna Germania có thể là giữa quân lê dương La Mã và các bộ lạc Giéc Manh.